# Sequenza V
Sequenza V est une composition pour trombone solo de Luciano Berio. Composée en 1966 et dédiée à Stuart Dempster, elle fut créée à New York par Vinko Globokar.

## Analyse de l'œuvre
Elle s'appuie sur le principe de mise en perspective de plusieurs personnages différenciés comme dans une pièce dramatique. et s'inspire du célèbre clown suisse Grock par son caractère grotesque et désespéré et la reprise de sa fameuse réplique Warum transposée ici en Why, vocalisée par le tromboniste lui-même. La structure en deux parties A et B ponctuent le discours. La partie A jouée debout consiste à instaurer un jeu en miroir entre le why et le jeu du trombone. La partie B jouée assis combine flatterzunge et glissandos jusqu'à l'intégration de la parole avec les notes de musique.
- Durée d'exécution: huit minutes